# Purosangue orientale
Il purosangue orientale (PSO) è un cavallo arabo di ceppo asiatico autoctono siciliano, non iscritto al Registry della Waho, il diretto discendente del Desert Bred il cavallo arabo selezionato dalle tribù beduine del deserto. I capostipiti furono importati in prevalenza dalla Siria intorno al 1875 e furono iscritti nello Stud Book Italiano (il Libro Genealogico dei cavalli di purosangue destinati alla riproduzione della loro razza). Il ceppo di appartenenza è quello di Kuhailan Krush potente e resistente. Viene utilizzato prevalentemente per gare di velocità e lunghe distanze.

## Storia
La razza è nata ufficialmente durante il Regno d'Italia che con il regio decreto n° 2690 del 19/09/1875 ha creato un Stud Book dedicato alla razza. Lo Stud Book stabiliva che in esso dovevano essere iscritti, con rigorosa precisione, tutti quei cavalli la cui pura origine era comprovata, affinché questo potesse rappresentare una guida sicura per gli allevatori nella scelta di cavalle e stalloni di puro sangue.
A partire dal 1864, il governo italiano aveva inviato commissioni governative compreso il famoso Carlo Guarmani in Siria e Mesopotamia per l'acquisto di cavalli arabi di alta genealogia direttamente da tribù beduine. Numerosi stalloni e fattrici sono stati acquistati e portati in Sicilia, destinati al Regio Deposito Stalloni di Catania oggi Istituto di Incremento Ippico per la Sicilia.
Le registrazioni ufficiali dello Stato Italiano attraverso lo Stud Book certificano che la razza è l'unica pura in Italia.
Dopo circa 30 anni di attesa il decreto ministeriale n. 3580 del 12 giugno 2008, più volte richiesto dall'Associazione Nazionale Italiana Cavallo Orientale (ANICO), ha ufficialmente approvato il nuovo Disciplinare del libro genealogico dei cavalli delle razze: orientale, anglo-arabo e sella italiano. La strategia allevatoriale e il rischio di estinzione hanno incoraggiato l'incrocio con il cavallo arabo della WAHO che viene considerato più "puro" anche se, in realtà, il cavallo della WAHO contiene varie linee: egiziana, polacca, spagnola, francese, russa non sempre di purezza comprovata, mentre il PSO proviene direttamente dai deserti dell'Arabia. La linea materna fortunatamente è rimasta intatta, e studi dell'Università di Catania comparati con alcuni studi condotti in California hanno confermato che tutti i PSO odierni discendono dallo stesso pregiatissimo ceppo Kuhaylan Khrush. Inoltre è da notare che il riconoscimento della razza da parte del governo Italiano precede la creazione del Crabbet Stud di Lady Anne Blunt. Il fatto che un governo potesse permettersi di acquistare cavalli di molto più pregio di un allevatore privato viene completamente trascurato quando si vuole attribuire più pregio ai cavalli registrati da WAHO, che, peraltro, non sono tutti riconosciuti da Al-Khamsa, la società che tutela la purezza del cavallo arabo Asil. Sembra quindi assurdo che le linee di cavalli arabi originate da un allevatore privato siano considerate superiori a quelle derivate dallo sforzo di un governo di una nazione europea. In termini pratici, il PSO può essere equiparato ai cavalli di razza Tersk o Shagya, essendo leggermente più alto e più potente del cavallo arabo riconosciuto dalla WAHO, e quindi più idoneo come cavallo da cavalleria militare. Ironicamente, fino al 1986, il cavallo arabo riconosciuto dalla WAHO non faceva parte del parco stalloni degli istituti di incremento ippico dello Stato Italiano, mentre tali depositi stalloni annoveravano numerosi Stalloni PSO fin dal tardo ottocento.

## Morfologia e colore
Il purosangue orientale siciliano, considerato un mesomorfo e mesodolicomorfo, è caratterizzato da una splendida armonia delle forme. Grazie alla sua rusticità, resistenza e armonia è un cavallo perfetto e molto utilizzato per le gare di endurance.
Il mantello è di solito, grigio, sauro o baio. È alto in media tra i 145–155 cm anche se raramente alcuni esemplari raggiungono i 160 cm.

## Diffusione
Oggi ci sono solo circa 250 esemplari di questo cavallo, di cui il 90% vive in Sicilia. Ad occuparsi della preservazione della razza sono soprattutto privati allevatori e la Tenuta Ambelia (dell'Istituto di Incremento Ippico per la Sicilia).